# Jabalpur
|  | Per a altres significats, vegeu «Jabalpur (desambiguació)». |

Jabalpur (en hindi: जबलपुर), també coneguda com a Sanskardhani, és una ciutat de l'estat de Madhya Pradesh a l'Índia. És una de les ciutats més importants de l'Índia central. És la seu administrativa del districte de Jabalpur i la divisió de Jabalpur. Està situada geogràficament al centre de l'Índia, a la regió de Mahakaushal. És la vint-i-setena aglomeració urbana a l'Índia segons el cens del 2001 i la número 235 al rànking mundial el 2006. Jabalpur és una de les ciutats amb major tasa de creixement demogràfic (la número 121 al rànking mundial). Va rebre el certificat general ISO-9001, essent el primer districte indi en obtenir-lo. Això entrà en vigor l'abril del 2007.
Jabalpur és una de les ciutats amb major tasa d'impostos sobre la renda, ja que la seu de diversos departaments centrals i de l'estat estan situats en aquesta localització, a més d'hostatjar milers de treballadors del govern.
Al cens del 2001 figura amb 1.276.853 habitants. La població antigament era:
- 1872: 55.188
- 1881: 75.075
- 1891: 84.481
- 1901: 90.016

Prop de la ciutat hi ha les famoses Marble Rocks (Roques de Marbre) a Bheraglial, a 25 km del riu Narbada. Garha, l'antiga capital gond, es troba a menys de 7 km a l'oest però dins la municipalitat; destaca el Madan Mahal, construït vers el 1100 per Madan Singh, ara en ruïnes.
Jabalpur porta el nom antic de Javalipatna, i no va destacar fins que fou escollida com a residència pels marathes després de la conquesta de Garha-Mandla el 1781. El 1818 va passar als britànics i va esdevenir seu del comissionat dels Territoris de Saugor i Nerbudda que van dependre de les Províncies del Nord-oest (Agra) fins que fou agregat a les Províncies Centrals el 1861 formant el 1863 els districtes de Saugor i Jabalpur dins la divisió de Jabalpur. La municipalitat es va crear el 1864. El "cantonment" (camp militar) tenia el 1901 una població per si sol de 13.157 habitants.